# Ri Il-song
Ri Il-song (리일성?; Ŭndŏk County, 14 gennaio 2004) è un calciatore nordcoreano, attaccante del Ryomyong e della nazionale nordcoreana.

## Carriera

### Club
Ha iniziato la sua carriera calcistica con l'April 25 per poi passare al Ryomyong nel luglio del 2021. Nell'ottobre dello stesso anno è stato inserito dal quotidiano inglese The Guardian nella lista dei sessanta migliori giovani giocatori nati nel 2004 in tutto il mondo.

### Nazionale
Ha giocato nelle nazionali giovanili nordcoreane Under-16 ed Under-23.
Il 16 novembre 2023 ha debuttato con la nazionale maggiore nordcoreana nell'incontro di qualificazione per i mondiali 2026 perso 1-0 contro la Siria. L'11 giugno 2024 ha segnato il suo primo gol nel successo per 4-1 contro la Birmania.

## Statistiche

### Cronologia presenze e reti in nazionale
| Cronologia completa delle presenze e delle reti in nazionale ― Corea del Nord | Cronologia completa delle presenze e delle reti in nazionale ― Corea del Nord | Cronologia completa delle presenze e delle reti in nazionale ― Corea del Nord | Cronologia completa delle presenze e delle reti in nazionale ― Corea del Nord | Cronologia completa delle presenze e delle reti in nazionale ― Corea del Nord | Cronologia completa delle presenze e delle reti in nazionale ― Corea del Nord | Cronologia completa delle presenze e delle reti in nazionale ― Corea del Nord | Cronologia completa delle presenze e delle reti in nazionale ― Corea del Nord |
| Data                                                                          | Città                                                                         | In casa                                                                       | Risultato                                                                     | Ospiti                                                                        | Competizione                                                                  | Reti                                                                          | Note                                                                          |
| ----------------------------------------------------------------------------- | ----------------------------------------------------------------------------- | ----------------------------------------------------------------------------- | ----------------------------------------------------------------------------- | ----------------------------------------------------------------------------- | ----------------------------------------------------------------------------- | ----------------------------------------------------------------------------- | ----------------------------------------------------------------------------- |
| 16-11-2023                                                                    | Gedda                                                                         | Siria                                                                         | 1 – 0                                                                         | Corea del Nord                                                                | Qual. Mondiali 2026                                                           | -                                                                             | 66’                                                                           |
| 21-11-2023                                                                    | Yangon                                                                        | Birmania                                                                      | 1 – 6                                                                         | Corea del Nord                                                                | Qual. Mondiali 2026                                                           | -                                                                             | 78’                                                                           |
| 21-3-2024                                                                     | Tokyo                                                                         | Giappone                                                                      | 1 – 0                                                                         | Corea del Nord                                                                | Qual. Mondiali 2026                                                           | -                                                                             | 46’ 73’                                                                       |
| 6-6-2024                                                                      | Vientiane                                                                     | Corea del Nord                                                                | 1 – 0                                                                         | Siria                                                                         | Qual. Mondiali 2026                                                           | -                                                                             | 78’                                                                           |
| 11-6-2024                                                                     | Vientiane                                                                     | Corea del Nord                                                                | 4 – 1                                                                         | Birmania                                                                      | Qual. Mondiali 2026                                                           | 1                                                                             | 60’                                                                           |
| 5-9-2024                                                                      | Tashkent                                                                      | Uzbekistan                                                                    | 1 – 0                                                                         | Corea del Nord                                                                | Qual. Mondiali 2026                                                           | -                                                                             | 72’                                                                           |
| 10-9-2024                                                                     | Vientiane                                                                     | Corea del Nord                                                                | 2 – 2                                                                         | Qatar                                                                         | Qual. Mondiali 2026                                                           | 1                                                                             | 94’                                                                           |
| 10-10-2024                                                                    | al-'Ayn                                                                       | Emirati Arabi Uniti                                                           | 1 – 1                                                                         | Corea del Nord                                                                | Qual. Mondiali 2026                                                           | -                                                                             |                                                                               |
| 15-10-2024                                                                    | Biškek                                                                        | Kirghizistan                                                                  | 1 – 0                                                                         | Corea del Nord                                                                | Qual. Mondiali 2026                                                           | -                                                                             | 71’                                                                           |
| Totale                                                                        |                                                                               | Presenze                                                                      | 9                                                                             |                                                                               | Reti                                                                          | 2                                                                             |                                                                               |